# Lill-Vitträsktjärnen
Lill-Vitträsktjärnen är en sjö i Bodens kommun i Norrbotten och ingår i Råneälvens huvudavrinningsområde.